# 新体操

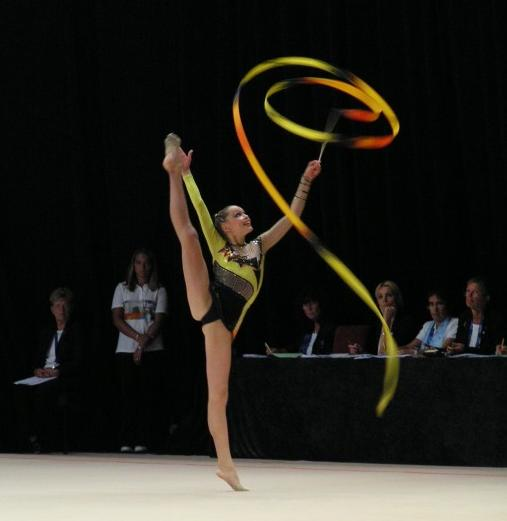
リボンの演技

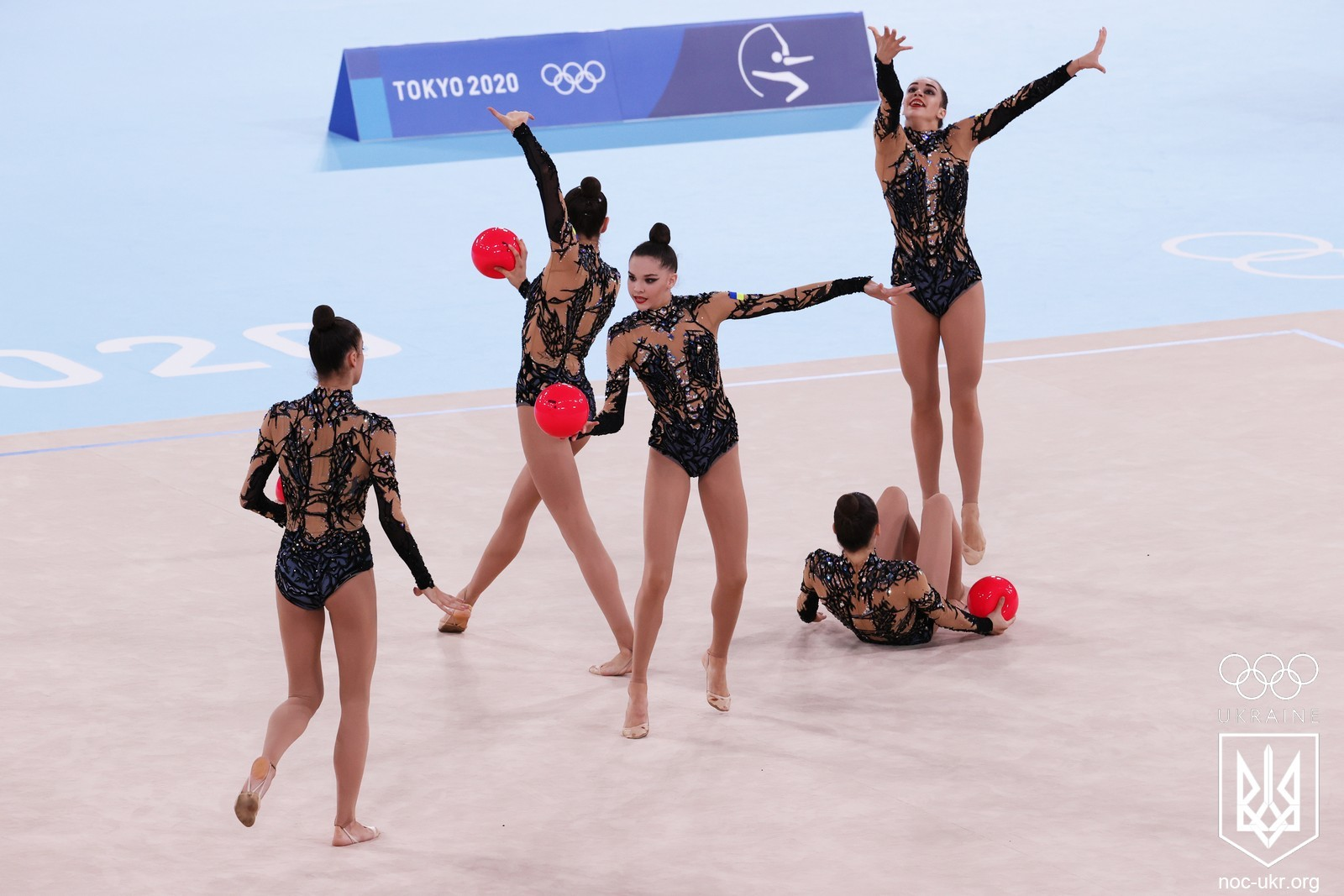
ボールの演技

新体操（しんたいそう、英語: rhythmic gymnastics）は、スポーツ、体操の一種である。リボンやボールなどの手具を使いながら音楽に合わせて、13メートル四方のフロアマットで演技をする芸術性を競う採点競技である。
新体操の新は後述の1963年に開催された世界新体操選手権の英語名がmodern gymnasticsであったため、 modernを新としている。その後、rhythmic sportive gymnastics（リズムスポーツ体操）など英語名称は変更されているが、日本語名称はそのままである。そのため、rhythmic gymnastics（リズム体操）に相当する訳では無い。

## 概要
新体操には女子種目と男子種目があるが、種目の内容は大きく異なる。女子種目は柔軟性が高く華麗な演技に特徴があり、男子種目は宙返りなどのタンブリングや力強い演技に特徴がある。
女子種目は多くの国で行われており、1963年にハンガリーのブダペストで第1回世界新体操選手権が開催された。1984年ロサンゼルスオリンピックから個人総合がオリンピック正式種目として採用され、1996年アトランタオリンピックからは団体も正式種目となった。個人種目別は2001年よりワールドゲームズに採用されている。体操競技と異なりアクロバットが禁止されている。日本では1968年、全日本学生選手権で初めて個人競技が行われ、この大会をきっかけに「新体操」という名称が使われるようになった。
男子種目はオリンピックの正式種目採用を目指しており、2016年リオデジャネイロオリンピックの閉会式における次期2020年東京大会への引き継ぎセレモニーで、青森大学男子新体操部員約20人がパフォーマンスを行った。

## 女子種目

### 手具
ロープ（縄）、フープ（輪）、ボール（球）、クラブ（こん棒）、リボン（帯状布）

### 団体演技
5人で演技を行う。演技時間は2分30秒以内。

### 個人演技
1人で演技を行う。演技時間は1分15秒から1分30秒以内。それ以上を超えたら1秒ごと0.05減点

### 曲
動物の鳴き声が入った曲・拳銃などの激しい音が入った曲は禁止されている。

### 衣装、頭髪
レオタードを着用。技術と同時に美も競う競技のため、デザイン・色・装飾などが凝っている衣装が多い。ハイカットの物、スカートが付いている物、足首まであるワンピース型の物など色々なタイプがある。中には、水泳等で濡らしてもおかしくないスパンデックス素材の物やスコープネック、Vネック、タックチェンジ、ハイネックの長袖ローレグタイプの物もある。
足にはハーフシューズを履くことが多い（または素足か、ダンスシューズ、エレガンスシューズ）。
ダンスタイツを履いて下半身を密着させた後に、レオタードを着用してダンスシューズまたはエレガンスシューズを履くこともある。
化粧をして、髪型はシニヨン、ポニーテールにしている選手が多い。

## 男子種目
男子種目は日本発祥のスポーツとして戦後からはじまり、日本がリーダーシップをとり女子と平行してインターハイ、インカレ、全日本選手権などが行われている。2000年から本格的に指導者を海外に送り、2003年に日本、マレーシア、韓国、カナダが国際大会に出場し、2005年にはアメリカ、オーストラリア、ロシアなどが追加出場して国際化が始まった。国際体操連盟 (FIG) に対して男子競技種目の普及をアピールしている。

## 新体操選手一覧

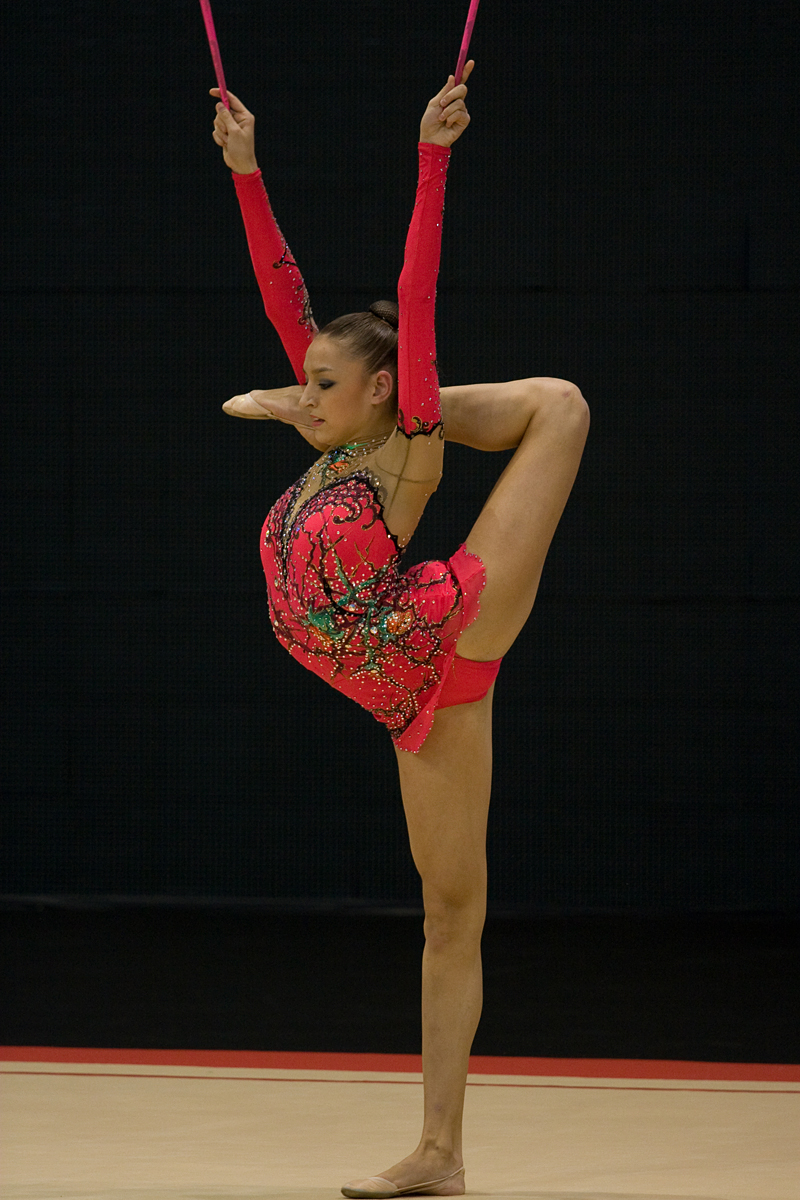
エフゲニア・カナエワ（ロシア）

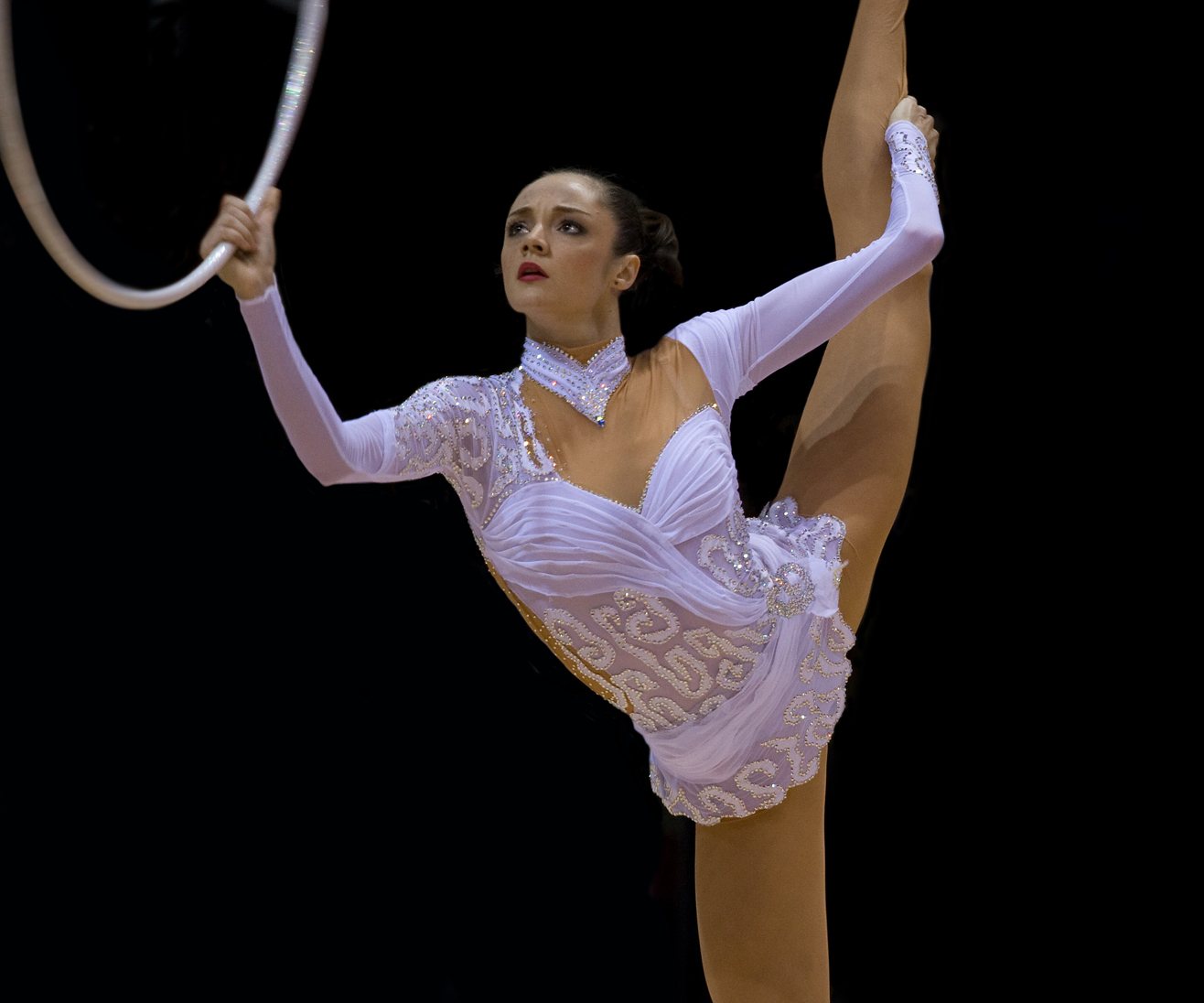
アンナ・ベッソノワ（ウクライナ）

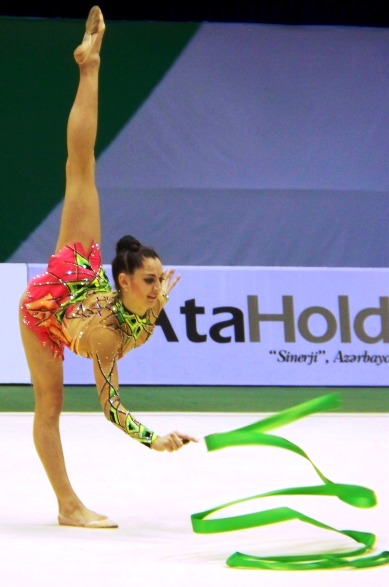
アンナ・グルバノワ（アゼルバイジャン）

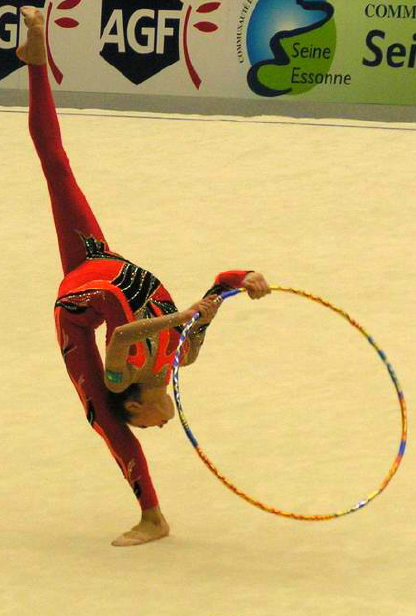
アリーヤ・ユスポバ（カザフスタン）

### 日本
- フェアリージャパン - 日本ナショナル選抜団体チーム
- 秋山エリカ
- 穴久保璃子
- 飯作あゆり
- 石崎朔子
- 稲垣早織 - NHKテレビ体操元アシスタント
- 今谷世里
- 上田容子 - NHKテレビ体操元アシスタント、指導者
- 遠藤由華
- 大塚裕子
- 太田倫代
- 岡久留実
- 岡本美佳　- NHKテレビ体操元アシスタント、現指導者
- 尾谷ゆき子
- 加茂佳子
- 川本ゆかり
- 喜田純鈴
- 木村貴美枝
- 木村涼香
- 国井麻緒
- 後藤友香里
- 五明みさ子
- サイード横田仁奈
- 篠原奈美枝
- 柴山瑠莉子
- 杉本早裕吏
- 関田史保子
- 庄司七瀬
- 高橋衣代
- 高安映理
- 竹中七海
- 田中琴乃
- 田原睦子
- 坪井保菜美
- 中村八千代
- 二関亜由美
- 熨斗谷さくら
- 橋爪みすず
- 長谷川洋子
- 畠山愛理
- 花井瑠美
- 早川さくら
- 原千華
- 日高舞
- 平口美鶴
- 平田美沙紀
- 深瀬菜月
- 藤島八重子
- 藤野朱美
- 松永里絵子
- 松野ちか - おかあさんといっしょの体操のおねえさん。
- 松原梨恵
- 三澤樹知
- 三浦莉奈
- 三上真穂
- 皆川夏穂
- 村田由香里‐日本体育大学現教員
- 山尾朱子
- 山﨑浩子
- 山田海蜂
- 山本里佳
- 横田葵子
- 横地愛
- 吉岡紀子
- 東川歩未
- 山口留奈
- 小西夏生
- 大貫友梨亜
- 井上実美
- 横山加奈
- 杉本多賀江
- 本多火垂
- 田中美朱
- 佐藤彩乃
- 三浦愛莉
- 桑村美里

### ロシア
- アリーナ・カバエワ
- イリーナ・チャシナ
- ベラ・セシナ
- オルガ・カプラノワ
- アレクサンドラ・エルマコワ
- アレクサンドラ・ソルダトワ
- エフゲニア・カナエワ
- ヤナ・クドリャフツェワ
- マルガリータ・マムン
- ディナ･アベリナ
- アリーナ・アベリナ

### ウクライナ
- アンナ・ベッソノワ
- アンナ・リザディノワ
- ナタリア・ゴデュンコ
- ダリヤ・クシュネロワ
- エレーナ・ビトリチェンコ
- エカテリーナ・セレブリアンスカヤ
- アリーナ・マキシメンコ

### ベラルーシ
- インナ・ジュコワ
- スベトラーナ・ルダロワ

### ソビエト連邦
- マリーナ・ロバチ
- アレクサンドラ・ティモシェンコ

### ブルガリア
- ビアンカ・パノバ
- アドリアナ・ドナフスカ
- ユリア・バイチェバ
- マリア・ペトロバ
- エリザベート・コーレバ
- ディリアナ・ゲオルギエバ

### スペイン
- マリア・ロレット

### 大韓民国
- 孫延在